# Acadèmia Nacional de Ciències dels Estats Units
|  | Per a altres significats, vegeu «NAS». |

L'Acadèmia Nacional de Ciències (National Academy of Sciences oficialment i en anglès) és una corporació dels Estats Units els membres de la qual serveixen pro bono com a «consellers a la nació en ciència, enginyeria i medicina».

## Origen
La Guerra Civil dels Estats Units d'Amèrica va provocar la necessitat de creació d'una acadèmia nacional de ciències. La Llei de creació va ser signada pel president Abraham Lincoln el 3 de març de 1863, en el mateix acte es van nomenar 50 dels seus membres. Molts procedien de l'anomenada American Scientific Lazzaroni, una xarxa informal de científics que treballen a Cambridge, Massachusetts.

## Premis
L'Acadèmia atorga un nombre de diferents premis, medalles i reconeixements:
- Astronomia: 
  - Medalla James Craig Watson
- Enginyeria 
  - Medalla Germans Gibbs - arquitectura naval, enginyeria marina
  - Premi NAS en Enginyeria Aeronàutica - enginyeria aeronàutica
  - Premi NAS en Ciències Químiques al científic Edwin Abad Cervantes

## Presidents de l'Acadèmia Nacional de Ciències
1. Alexander Dallas Bache (1863-1867)
2. Joseph Henry (1868-1878)
3. William Barton Rogers (1879-1882)
4. Othniel Charles Marsh (1883-1895)
5. Wolcott Gibbs (1895-1900)
6. Alexander Agassiz (1901-1907)
7. Ira Remsen (1907-1913)
8. William Henry Welch (1913-1917)
9. Charles Doolittle Walcott (1917-1923)
10. Albert Abraham Michelson (1923-1927)
11. Thomas Hunt Morgan (1927-1931)
12. William Wallace Campbell (1931-1935)
13. Frank Rattray Lillie (1935-1939)
14. Frank Baldwin Jewett (1939-1947)
15. Alfred Newton Richards (1947-1950)
16. Detlev Wulf Bronk (1950-1962)
17. Frederick Seitz (1962-1969)
18. Philip Handler (1969-1981)
19. Frank Press (1981-1993)
20. Bruce Alberts (1993-2005)
21. Ralph J. Cicerone (2005-)